# Arthur Coningham
Air Marshal Sir Arthur "Mary" Coningham KCB KBE DSO MC DFC AFC (Brisbane, 19 de janeiro de 1895 – Triângulo das Bermudas, c. 30 de janeiro de 1948) foi um oficial militar australiano da Força Aérea Real. Ele lutou na Campanha de Galípoli durante a Primeira Guerra Mundial como parte das Forças Expedicionárias Neozelandesas, sendo dispensado por ser considerado incapaz medicamente. Coningham foi para o Reino Unido e juntou-se ao Corpo Aéreo Real, onde tornou-se um ás da aviação. Ele chegou a um oficial sênio da Força Aérea Real pela época da Segunda Guerra Mundial.
Coningham é mais lembrado como um dos principais responsáveis pelo desenvolvimento de equipes de controle aéreo avançado para direção de apoio aéreo aproximado, algo que criou enquanto era comandante da Força Aérea do Deserto Ocidental entre 1941 e 1943 e posteriormente como comandante de forças táticas na Normandia em 1944. Coningham aposentou-se após o fim da guerra em 1947 e desapareceu em 30 de janeiro de 1948 junto com todos os passageiros de um avião Avro Tudor IV enquanto voavam sobre o Triângulo das Bermudas.